# Сергунта (разъезд)
Се́ргунта (латыш. Sergunta) — железнодорожный разъезд на линии Крустпилс — Даугавпилс в Латвии. Находится на территории Ницгальской волости Аугшдаугавского края, между станциями Ерсика и станцией Ницгале.

## История
Открыт в 1933 году как остановочный пункт.
В 2003 году началось обустройство разъезда. Как разъезд, Сергунта сдан в эксплуатацию 30 декабря 2003 года. На 2014 год это самый новый разъезд в Латвии. Неиспользуемый более остановочный пункт находится в 600 м в направлении Даугавпилса от здания поста Сергунта. До 2002 года здесь останавливался поезд Крустпилс — Даугавпилс.